# ديفيد ستوفر
ديفيد ستوفر (بالإنجليزية: David Stover)‏ هو سائق سيارة سباق أمريكي، ولد في 13 ديسمبر 1979 في إنديبندنس في الولايات المتحدة.